# Пеннингтон (округ, Миннесота)
Пе́ннингтон (англ. Pennington County) — округ в штате Миннесота, США. Административный центр и крупнейший город — Тиф-Ривер-Фолс. По оценочной переписи 2008 года в округе проживают 13 747 человек. Площадь — 1601 км², из которых 1596,4 км² — суша, а 4,64 км² — вода. Плотность населения составляет 9 чел./км².

## История
Округ был основан в 1910 году.